# Sylvester und Tweety (Zeichentrickfiguren)
Sylvester und Tweety sind zwei Trickfilmhelden, deren Schicksal untrennbar miteinander verwoben ist: Der Kater Sylvester macht stets vergeblich Jagd auf den kleinen Vogel Tweety. Sylvester und Tweety gehören zum Ensemble der Looney Tunes.

## Geschichte
Der Vogel Tweety war zuerst da: Bereits 1942 tauchte er in einem von Warner Brothers produzierten Trickfilm auf, in dem er sich vor den verfressenen Katzen Babbit und Castello retten musste. Weitere Folgen mit Tweety gab es zunächst nicht. Sylvesters Leinwanddebüt war 1945 in dem Kurztrickfilm Ohne Liebe ist das Leben leer. Und mit dem Erfolg wurden aus den zwei Kontrahenten zwei charakterlich ausdrucksvolle Persönlichkeiten:
Tweety ist ein gelber Kanarienvogel, der in einem Papageienkäfig auf einer Schaukel hin- und herwippt und sich nach einem nasalen und piepsig gelispelten „Da war doch eine Miezekatze“ neugierig und naiv zugleich in höchste Gefahr begibt, die er aber durch Geschicklichkeit und mit dem notwendigen Quäntchen Glück meistert. Sylvester ist der „Pechvogel“, dem nichts gelingen will und dessen Jagd auf Tweety meistens damit endet, dass er von „Granny“, der Großmutter, bei der Tweety wohnt, Prügel bezieht.
Tweety und die für ihn typische Babysprache sind eine Erfindung des Zeichners Bob Clampett. Im englischen Original kann Tweety kein „s“ und kein „th“ aussprechen. Mel Blanc, der die Originalstimme spricht, machte aus Tweetys „I tawt I taw a puddy tat“ („I thought, I saw a pussy-cat“) 1950 einen Schlager.
Der zweite Erzfeind von Sylvester ist Speedy Gonzales, die schnellste Maus von Mexiko.
Sylvester hat auch einen Sohn, der Junior genannt wird. Meist versucht er seinem Sprössling die Jagd auf Mäuse oder Vögel beizubringen, wobei der kleine Katerjunge aber stets bitter enttäuscht von seinem Vater ist. Es gibt 13 Kurzfilme mit Sylvester Junior, auch in dem Film Space Jam hat er einen Auftritt.

## Namensursprünge
Der Name Tweety ist ein Wortspiel des englischen Verbs to tweet (dt. zwitschern) und des Adjektivs sweet (dt. süß), eine Anspielung auf Tweetys babyhafte Ausspracheschwierigkeiten, die ihn (im englischen Original) das „s“ in „sweet“ wie „t“, „tweet“ aussprechen lassen.
Der Name Sylvester stammt möglicherweise vom zoologischen Artnamen „silvestris“ der Europäischen Wildkatze: Felis silvestris catus.

## Auftritte
- Seit 1960 hatten Sylvester und Tweety regelmäßige Auftritte in der Sendung Bugs Bunny (Originaltitel: The Bugs Bunny Show).
- 1988 hatte Tweety einen kurzen Auftritt im Realzeichentrickmixfilm Falsches Spiel mit Roger Rabbit
- 1997 spielten sie im Realzeichentrickmixfilm Space Jam mit.
- 1995–2002 hatten sie mit Sylvester und Tweety eine eigene Serie, in der sie an der Seite Grannys in Miss-Marple-Manier Detektivfälle lösen.

## Auszeichnungen
- Oscar für den besten animierten Kurzfilm 1948: Sylvester zieht den Kürzeren (Tweetie Pie)
- Oscar für den besten animierten Kurzfilm 1958: Die Anonymen Vogelfresser (Birds Anonymous)
- Als Gegenspieler von Speedy Gonzalez erscheint Sylvester in dem 1955 oscarprämierten Film Die schnellste Maus von Mexiko.[1]